# Hauts-de-Sainte-Croix

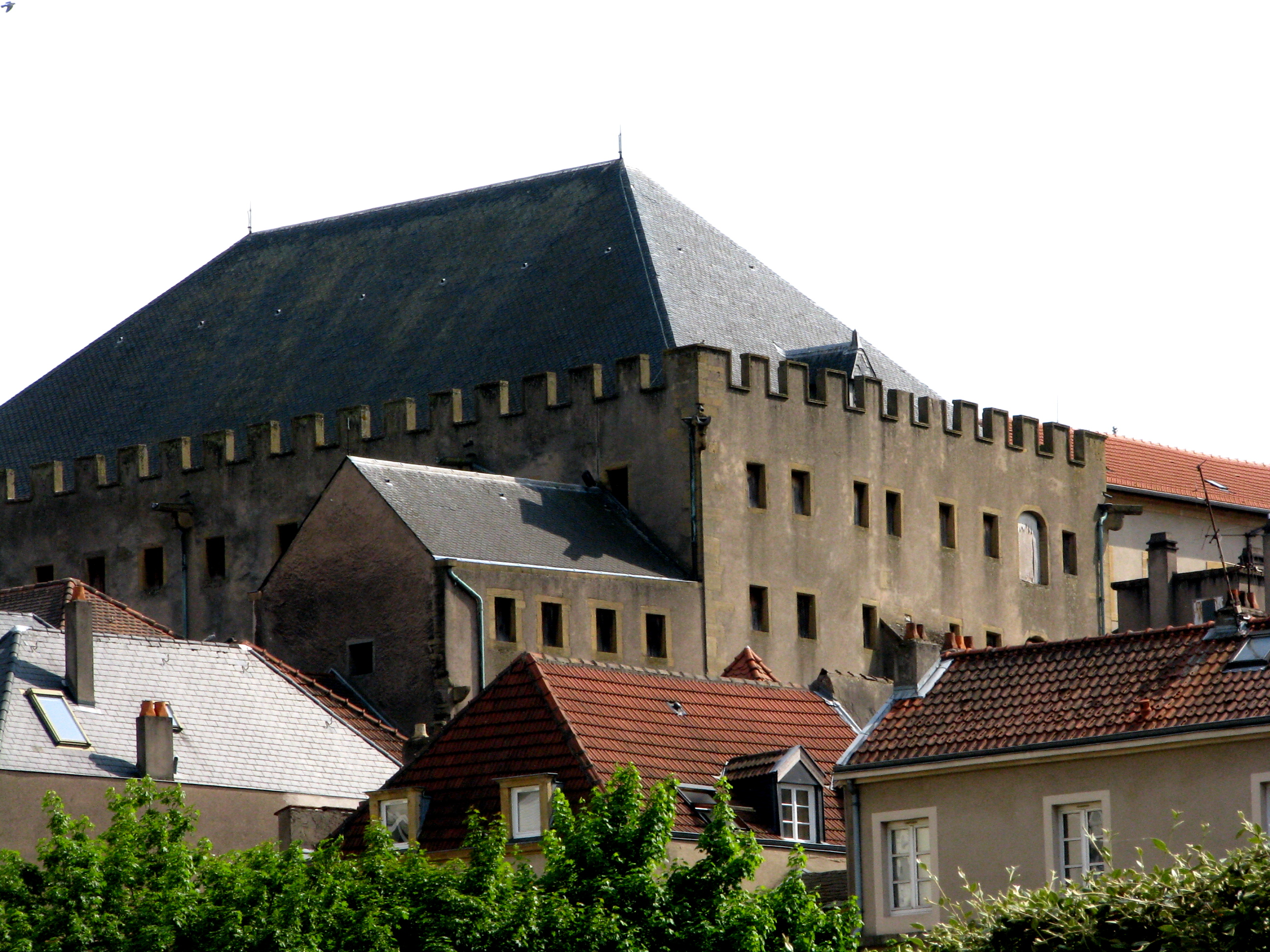
Grenier de Chèvremont.

Les Hauts-de-Sainte-Croix est un quartier historique de la ville de Metz en Moselle, aujourd’hui partie intégrante du quartier Ancienne Ville.

## Géographie

### Situation
Le quartier se situe sur les hauteurs de l'Ancienne Ville, avec la colline Sainte-Croix culminant à 183 mètres d’altitude.
Il est le cœur historique de la ville et garde encore aujourd'hui un aspect médiéval avec ses ruelles tortueuses, ses places et ses hôtels particuliers.  

## Toponymie
Elle doit son nom à l'église Sainte-Croix qui datait de 641 et fut détruite en 1816.

## Histoire

### Site favorable
Une situation de qualité et un site favorable expliquent le passé trois fois millénaire de Metz qui naît et se développe au confluent de deux rivières, la Moselle et la Seille au rôle économique déterminant. À l’intérieur de cette zone de confluence, la butte du Haut-de-Sainte-Croix constitue le berceau de la ville.

### Préhistoire et antiquité
Les Hauts-de-Sainte-Croix ont livré quelques tessons du IVe millénaire av. J.-C., mais l’occupation attestée du site ne commence qu’au Ier siècle av. J.-C. avec la présence de fonds de cabane et des emplacements de maisons de bois et de torchis ainsi qu’une nécropole à urnes cinéraires,. 
Durant l'âge de Fer, les Médiomatriques s'installent sur la colline mais la colline et la ville se développeront avec l'arrivée des Romains à Metz, elle va devenir un lieu de culte privilégié sous l'époque antique. 

### Moyen Âge
Le Moyen Âge rend chrétien ce lieu de culte païen et plusieurs monastères furent bâtis sur cette colline.

### Époque moderne

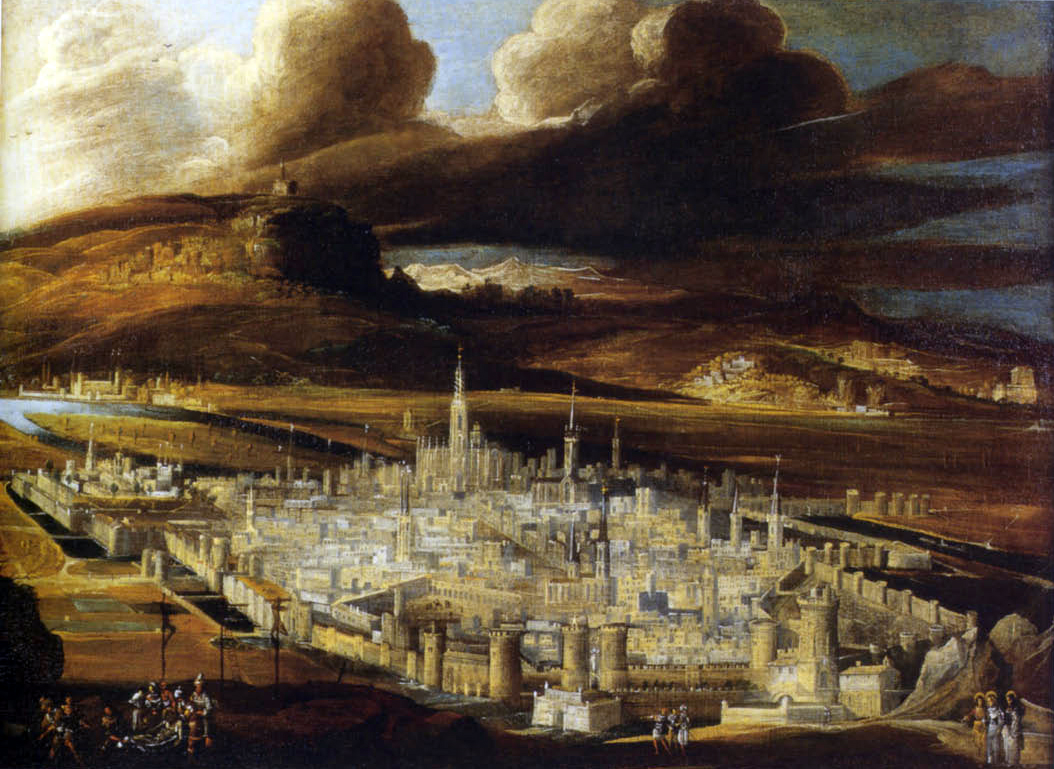
Vue de Metz depuis la colline Bellecroix.

### Époque contemporaine
C'est un quartier culturel où se trouvent les musées de la Cour d’Or, le Conservatoire de musique et le caveau des Trinitaires.

### Note
1. ↑  Claude Lefebvre, Jeanne-Marie Demarolle, De Divodurum à Mettis, (dir. François-Yves Le Moigne), Histoire de Metz, Privat, Toulouse, 1986, p. 12-13.